# Nihoa bisianumu
Nihoa bisianumu är en spindelart som beskrevs av Raven 1994. Nihoa bisianumu ingår i släktet Nihoa och familjen Barychelidae. Inga underarter finns listade i Catalogue of Life.